# José Bautista
Pour les articles homonymes, voir José Bautista (homonymie) et Bautista (homonymie).
José Antonio Bautista (né le 19 octobre 1980 à Saint-Domingue en République dominicaine) est un joueur de champ extérieur de la Ligue majeure de baseball.
En 2010, Bautista reçoit la première de 6 invitations en 6 ans au match des étoiles, gagne le Bâton d'argent pour ses performances offensives, et remporte le championnat des coups de circuit avec 54 longues balles en saison régulière, établissant du même coup un record de franchise des Blue Jays. En 2011, il gagne son second Bâton d'argent et mène encore le baseball majeur pour les circuits, cette fois avec 43. Il ajoute un 3e Bâton d'argent en 2014. 
En 2010, 2011, 2014 et 2015, il termine respectivement 4e, 3e, 6e et 8e au vote désignant le joueur par excellence de la Ligue américaine. Il est le joueur qui reçoit le plus de votes au scrutin populaire qui détermine les joueurs partants au match des étoiles en 2011 et 2014.

## Carrière

### Débuts
José Bautista suit des études supérieures au Chipola College en Floride où il porte les couleurs des Indians de 1999 à 2001.  
Il est repêché le 5 juin 2000 par les Pirates de Pittsburgh au vingtième tour de sélection. Il signe son premier contrat professionnel le 19 mai 2001. 
Encore joueur de Ligues mineures, Bautista est transféré chez les Orioles de Baltimore le 15 décembre 2003 au repêchage de règle 5.

### Saison 2004
Il fait ses débuts en Ligue majeure le 4 avril 2004 avec Baltimore.
Il porte les couleurs de quatre franchises différentes en 2004 à la suite de transferts : Orioles de Baltimore en début de saison, Devil Rays de Tampa Bay à partir du 3 juin, Royals de Kansas City du 28 juin au 30 juillet, puis Pirates de Pittsburgh en fin de saison à partir du 21 août. Durant les trois premières semaines du mois d'août, il se retrouve chez les Mets de New York, mais doit se contenter d'évoluer en Ligues mineures.

### Pirates de Pittsburgh (2004-2008)
Le 30 juillet 2004, Bautista est échangé en compagnie du lanceur des ligues mineures Matt Peterson aux Pirates de Pittsburgh, ces derniers cédant en retour aux Mets de New York le lanceur Kris Benson et les joueurs d'avant-champ Ty Wigginton et Jeff Keppinger. Bautista évolue à Pittsburgh jusqu'à la saison 2008.

### Blue Jays de Toronto (depuis 2008)

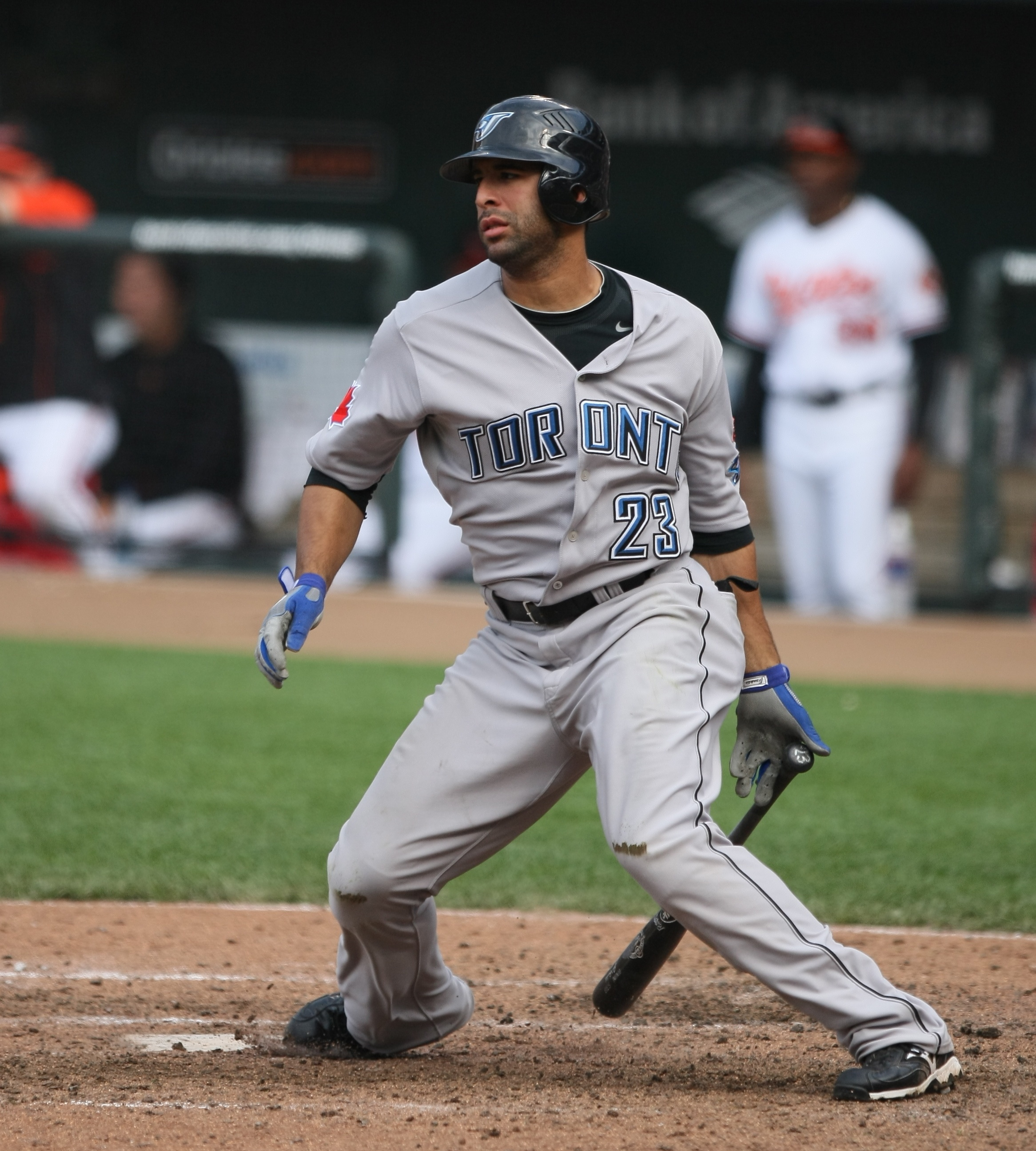
José Bautista en 2009.

Bautista rejoint les Blue Jays de Toronto le 21 août 2008 en retour de Robinzon Díaz. Lors de la transaction, les Blue Jays promettent aux Pirates un joueur qui, nommé plus tard, s'avère être le receveur Robinzon Díaz. Cet échange en est un que les Pirates regretteront : Díaz ne joue que quelques parties dans les majeures alors que la carrière de Bautista prend véritablement son envol dans les saisons suivantes à Toronto.
International dominicain, Bautista est sélectionné en mars 2009 pour prendre part à la Classique mondiale de baseball. Il y joue trois matchs avec l'équipe dominicaine, pour une moyenne au bâton de 0,333.

#### Saison 2010
En 2010, Bautista connaît une saison unique dans sa carrière, alors qu'il double pratiquement la production de coups de circuit qu'il avait jusque-là depuis ses débuts dans les majeures. Il s'impose comme le meilleur frappeur de circuits du baseball durant la saison, avec 54 longues balles. Il totalise 124 points produits, troisième meilleure performance des majeures pour l'année après Miguel Cabrera des Tigers et Alex Rodriguez des Yankees. Il remporte son premier Bâton d'argent, un honneur qui récompense les meilleurs joueurs offensifs de l'année à chaque position. Comme Bautista a évolué majoritairement au champ extérieur durant la saison 2010 avec Toronto, c'est à cette position qu'on lui remet le prix. À la mi-saison, il honore sa première invitation au match des étoiles après avoir été choisi dans l'effectif par le manager de l'équipe de la Ligue américaine, Joe Girardi.
Les 54 circuits frappés par Bautista en 2010 représentent un nouveau record de franchise pour les Blue Jays, éclipsant la marque de 47 de George Bell en 1987. Avec 41 coups de quatre buts de plus que la saison précédente, il établit un record des majeures pour la plus grande amélioration à ce chapitre en une année, battant l'ancienne marque de Davey Johnson, qui était passé de 5 à 43 circuits de la saison 1972 à la saison 1973.
Conjointement avec Delmon Young des Twins du Minnesota, Bautista est nommé joueur par excellence du mois de juillet 2010 dans la Ligue américaine. Il est le premier joueur des Jays à recevoir cet honneur depuis Joe Carter en avril 1994. Il récidive en août en étant à nouveau élu joueur du mois.

#### Saison 2011

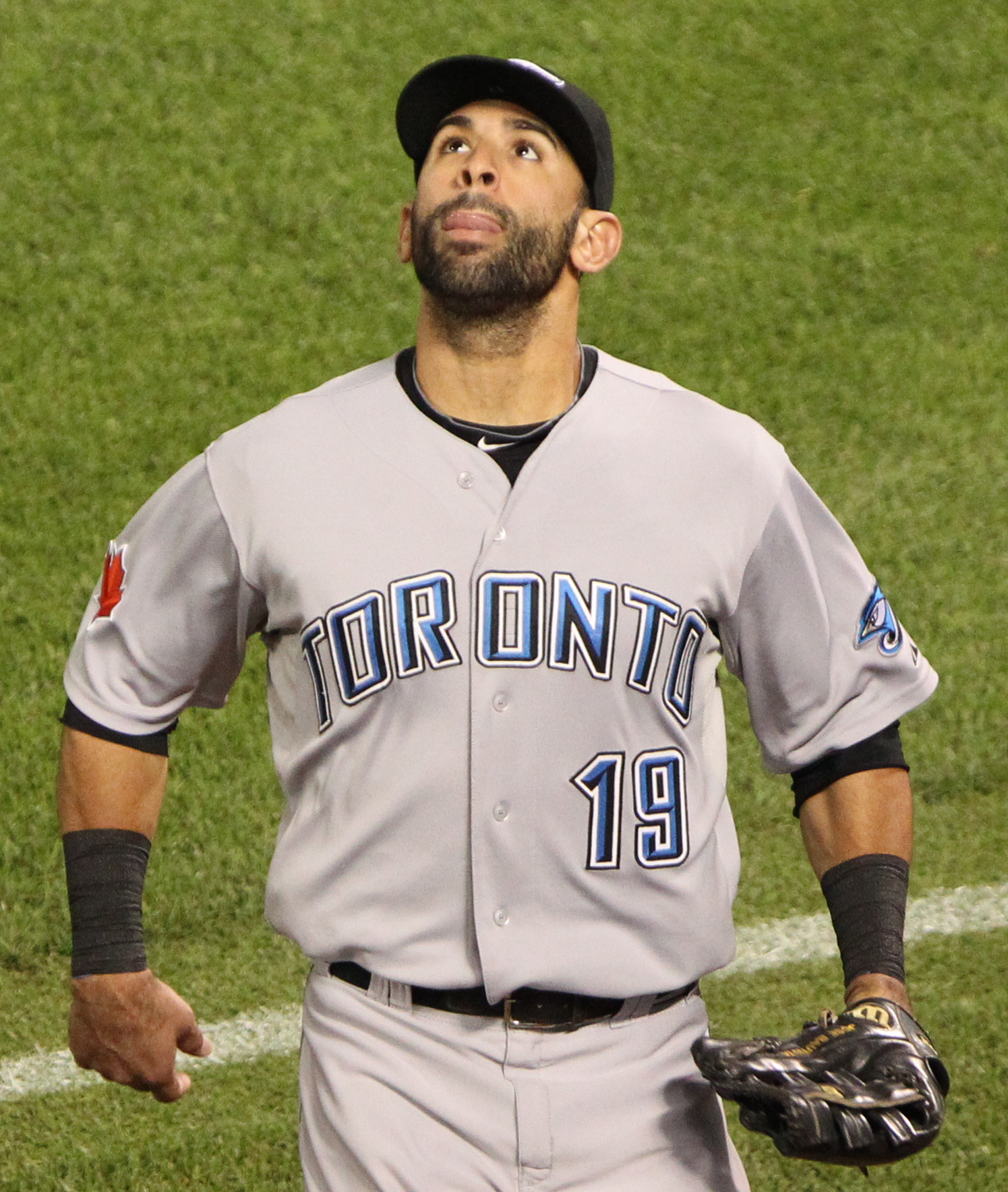
José Bautista est plébiscité pour le match des étoiles par plus de 7 millions de personnes, un nouveau record.

En 2011, Bautista reprend là où il l'avait laissé la saison précédente, alors qu'il est élu joueur par excellence du mois d'avril dans la Ligue américaine. Après 24 matchs, il mène l'Américaine pour la moyenne au bâton (,366) et domine les majeures pour la moyenne de puissance (,780), le pourcentage de présence sur les buts (,532), les points marqués (25) et les buts-sur-balles (28). Il compte de plus 9 circuits et 15 points produits durant cette séquence.
En mai 2011, il est une fois de plus élu joueur du mois grâce à une production offensive de 11 circuits et 23 points produits en 23 matchs.
Bautista est le joueur recevant le plus de voix au vote populaire où les partisans déterminent les alignements de départs au match des étoiles 2011. Il établit aussi un nouveau record avec 7 454 753 votes enregistrés en sa faveur, le plus haut total depuis les 6 069 688 voix reçues par Ken Griffey, Jr. avant le match d'étoiles 1994. Il fait donc partie du trio de voltigeurs qui amorce le match du 12 juillet 2011 en Arizona.
Bautista remporte son deuxième championnat des coups de circuit en deux ans en frappant 43 longues balles au cours de la saison 2011. Il mène les majeures pour les buts-sur-balles reçus (132) et la moyenne de puissance (,608). Il produit 103 points, en marque 102, et affiche sa meilleure moyenne au bâton (,302) en carrière. Il reçoit son second Bâton d'argent en deux ans au poste de voltigeur. Au vote du joueur par excellence de la saison, il termine troisième derrière Justin Verlander des Tigers et Jacoby Ellsbury des Red Sox.

#### Saison 2012
En juin 2012, Bautista bat le record d'équipe pour le plus grand nombre de circuits en un mois avec 14, ce qui abat l'ancienne marque de 12 établie par Carlos Delgado en août 1999 et José Cruz, Jr. en août 2001. Pour la cinquième fois de sa carrière, Bautista est nommé joueur du mois dans la Ligue américaine. Il reçoit l'honneur pour juin avec 14 circuits, 24 points marqués et 30 points produits durant cette période. 
Élu sur l'équipe partante de la Ligue américaine au match des étoiles à Kansas City, Bautista honore sa troisième sélection en autant d'années. Il prend part au concours de coups de circuit mais perd en ronde finale face à Prince Fielder des Tigers. 

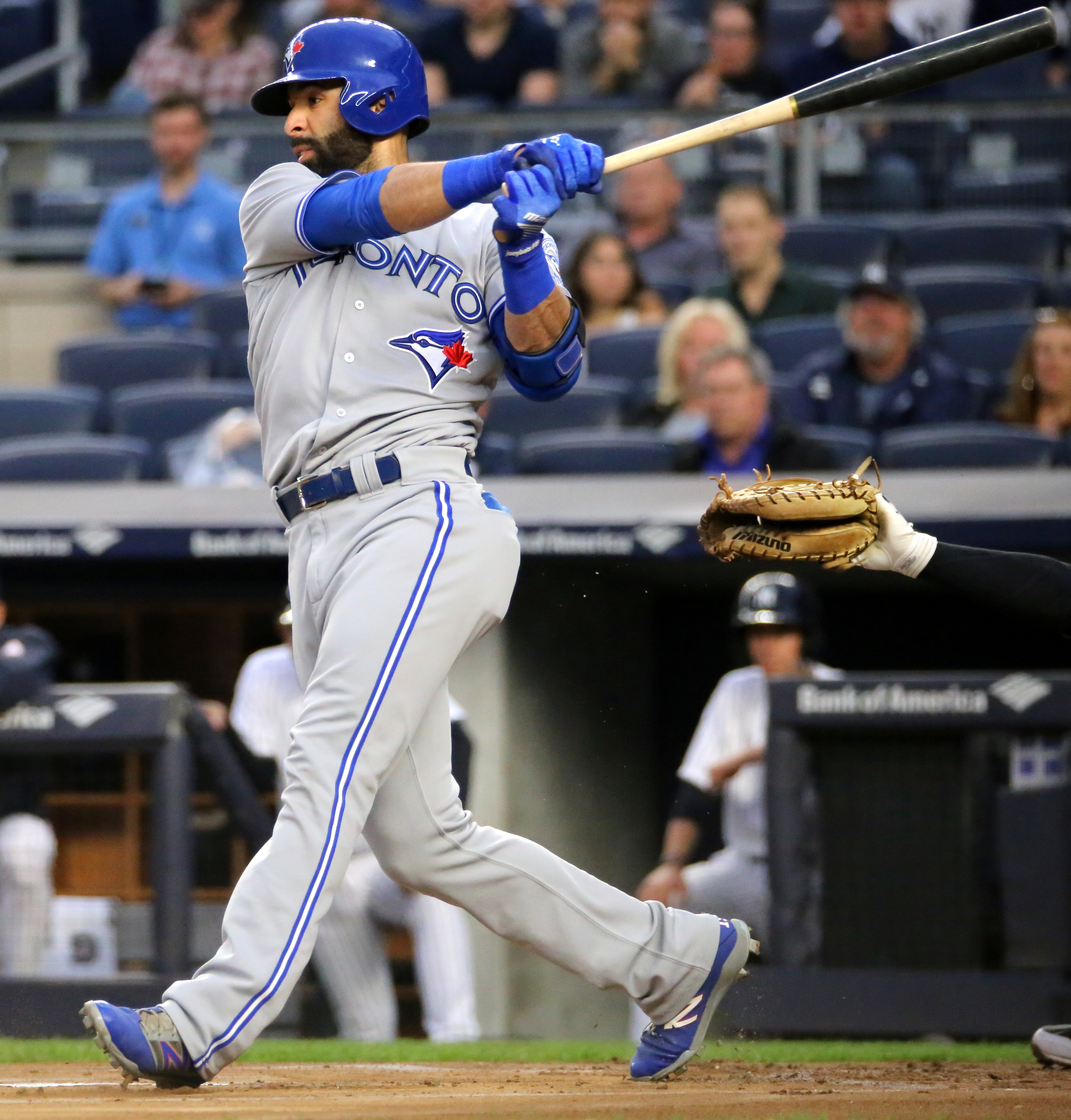
José Bautista en 2016.

Une blessure au poignet subie le 16 juillet l'envoie sur la liste des blessés. Il aggrave cette même blessure le 25 août dans un match contre les Orioles et une opération met un terme à sa saison. Il termine donc la saison avec 27 circuits et 65 points produits en 92 matchs, une moyenne au bâton de ,241 et une moyenne de puissance de ,527.

#### Saison 2013
Bautista joue 118 matchs des Blue Jays en 2013. Placé le 21 août sur la liste des blessés pour une blessure au fémur gauche, les Blue Jays, qui connaissent une mauvaise année, décident début septembre de mettre un point final à sa saison. Bautista réussit 28 circuits et produit 73 points en 2013. Sa moyenne au bâton est de ,259. Il remet une moyenne de présence sur les buts identique (,358) à celle de la saison précédente mais sa moyenne de puissance de ,498 est sa plus basse depuis sa première saison à Toronto. Il honore une 4e sélection en 4 ans au match des étoiles. Il devient le 4e joueur de l'histoire des Blue Jays à réussir au moins 25 circuits durant 4 saisons consécutives, après George Bell (1984-1987), Joe Carter (1991-1996) et Carlos Delgado (1996-2004).

#### Saison 2014
Bautista honore en 2014 une 5e sélection au match des étoiles en autant d'années. Il est une de fois de plus voté sur la formation partante et, tout comme en 2011, mène tous les joueurs des majeures au scrutin populaire qui détermine les effectifs, avec 5 859 019 votes.

#### Saison 2016

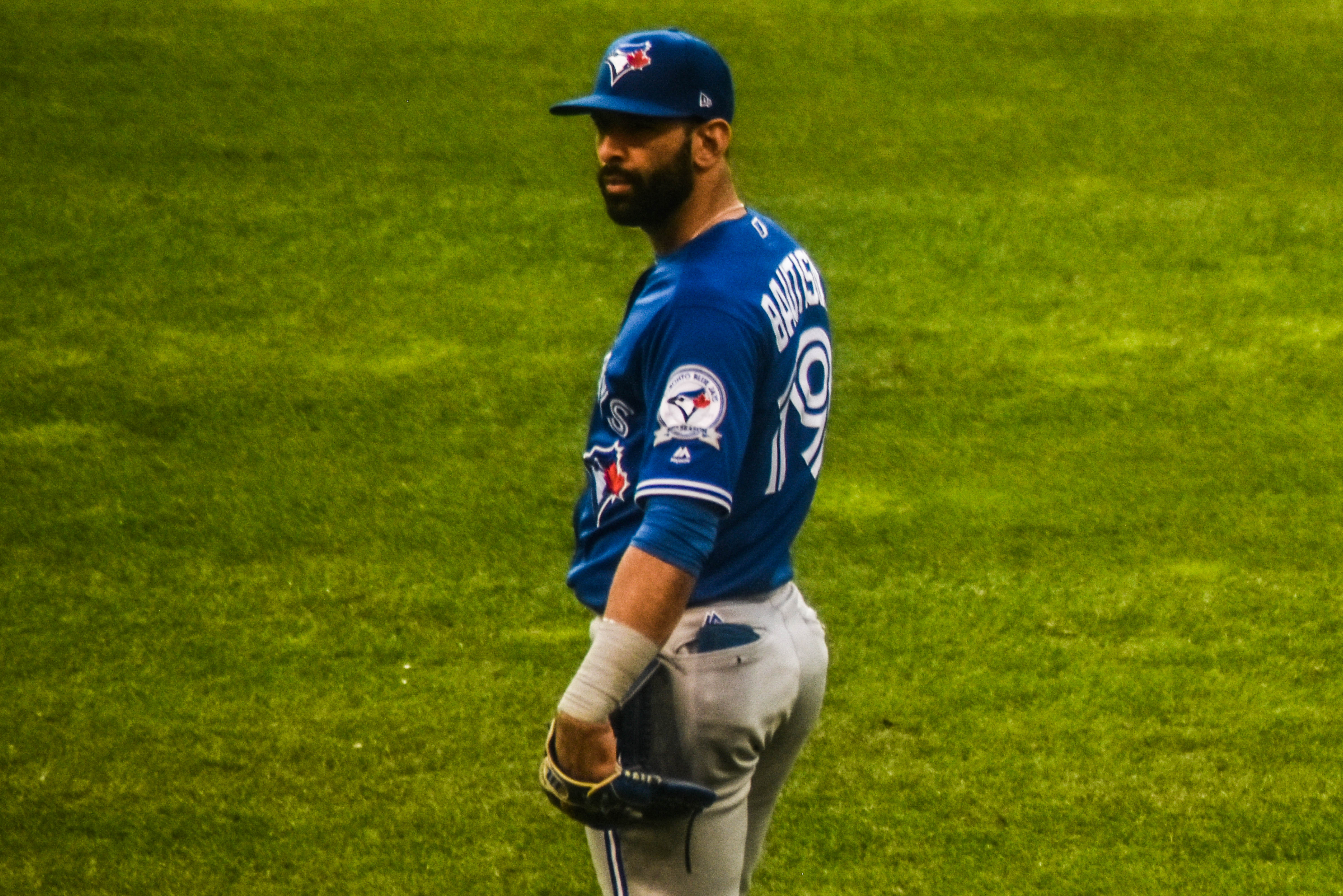
José Bautista au champ droit pour Toronto dans le deuxième match de la Série de championnat de la Ligue américaine le 15 octobre 2016 à Cleveland.

#### Saison 2017
Après avoir testé le marché des agents libres à la suite de sa décevante saison 2016, Bautista signe le 18 janvier 2017 une nouvelle entente de 18 millions de dollars pour une saison à Toronto.

## Jeux vidéo
José Bautista apparaît en couverture des éditions canadiennes des jeux vidéo MLB 12: The Show (en) et MLB 13: The Show (en).

## Statistiques
| Saison | Équipe      | G   | AB   | R   | H   | 2B  | 3B | HR  | RBI | SB | BA   |
| ------ | ----------- | --- | ---- | --- | --- | --- | -- | --- | --- | -- | ---- |
| 2004   | Baltimore   | 16  | 11   | 3   | 3   | 0   | 0  | 0   | 0   | 0  | .273 |
| 2004   | Tampa Bay   | 12  | 12   | 1   | 2   | 0   | 0  | 0   | 1   | 0  | .167 |
| 2004   | Kansas City | 13  | 25   | 1   | 5   | 1   | 0  | 0   | 1   | 0  | .200 |
| 2004   | Pittsburgh  | 23  | 40   | 1   | 8   | 2   | 0  | 0   | 0   | 0  | .200 |
| 2005   | Pittsburgh  | 11  | 28   | 3   | 4   | 1   | 0  | 0   | 1   | 1  | .143 |
| 2006   | Pittsburgh  | 117 | 400  | 58  | 94  | 20  | 3  | 16  | 51  | 2  | .235 |
| 2007   | Pittsburgh  | 142 | 532  | 75  | 135 | 36  | 2  | 15  | 63  | 6  | .254 |
| 2008   | Pittsburgh  | 107 | 314  | 38  | 76  | 15  | 0  | 12  | 44  | 1  | .242 |
| 2008   | Toronto     | 21  | 56   | 7   | 12  | 2   | 0  | 3   | 10  | 0  | .214 |
| 2009   | Toronto     | 113 | 336  | 54  | 79  | 13  | 3  | 13  | 40  | 4  | .235 |
| 2010   | Toronto     | 161 | 569  | 109 | 148 | 35  | 3  | 54  | 124 | 9  | .260 |
| Totaux | Totaux      | 736 | 2323 | 350 | 566 | 125 | 11 | 113 | 335 | 23 | .244 |

Note : G = Matches joués ; AB = Passages au bâton; R = Points ; H = Coups sûrs ; 2B = Doubles ; 3B = Triples ; 
HR = Coup de circuit ; RBI = Points produits ; SB = Buts volés ; BA = Moyenne au bâton.